# Margaretha van Luxemburg (1335-1349)
Margaretha van Luxemburg (Praag, 25 mei 1335 - Visegrád, 7 september 1349) was van 1342 tot aan haar dood koningin-gemalin van Hongarije. Ze behoorde tot het huis Luxemburg.

## Levensloop
Margaretha was de dochter van Karel IV van Luxemburg, keizer van het Heilige Roomse Rijk en koning van Bohemen, en diens eerste echtgenote Blanca, dochter van graaf Karel van Valois.
Op 7 maart 1338 werd ze op tweejarige leeftijd verloofd met de latere koning Amadeus VI van Savoye. Het huwelijkscontract werd echter verbroken en in 1342 huwde Margaretha op zevenjarige leeftijd met koning Lodewijk I van Hongarije.
Margaretha stierf in september 1349. Haar huwelijk was wegens haar jonge leeftijd kinderloos gebleven. Vermoedelijk werd ze bijgezet in de Basiliek van Székesfehérvár.

## Voorouders
| Voorouders van Margaretha van Luxemburg (1335-1349) | Voorouders van Margaretha van Luxemburg (1335-1349)                      | Voorouders van Margaretha van Luxemburg (1335-1349)                      | Voorouders van Margaretha van Luxemburg (1335-1349)                                   | Voorouders van Margaretha van Luxemburg (1335-1349)                                   | Voorouders van Margaretha van Luxemburg (1335-1349)                         | Voorouders van Margaretha van Luxemburg (1335-1349)                         | Voorouders van Margaretha van Luxemburg (1335-1349)               | Voorouders van Margaretha van Luxemburg (1335-1349)               |
| --------------------------------------------------- | ------------------------------------------------------------------------ | ------------------------------------------------------------------------ | ------------------------------------------------------------------------------------- | ------------------------------------------------------------------------------------- | --------------------------------------------------------------------------- | --------------------------------------------------------------------------- | ----------------------------------------------------------------- | ----------------------------------------------------------------- |
| Overgrootouders                                     | Keizer Hendrik VII (1275-1313) ∞ 1260 Margaretha van Brabant (1276-1311) | Keizer Hendrik VII (1275-1313) ∞ 1260 Margaretha van Brabant (1276-1311) | Wenceslaus II van Bohemen (koning) (1271-1305) ∞ 1285 Judith van Habsburg (1271-1297) | Wenceslaus II van Bohemen (koning) (1271-1305) ∞ 1285 Judith van Habsburg (1271-1297) | Filips III van Frankrijk (1245-1285) ∞ 1262 Isabella van Aragón (1247-1271) | Filips III van Frankrijk (1245-1285) ∞ 1262 Isabella van Aragón (1247-1271) | Gwijde IV van Saint-Pol (-1317) ∞ Maria van Bretagne (1268-1339)  | Gwijde IV van Saint-Pol (-1317) ∞ Maria van Bretagne (1268-1339)  |
| Grootouders                                         | Jan de Blinde (1296-1346) ∞ 1310 Elisabeth I van Bohemen (1292-1330)     | Jan de Blinde (1296-1346) ∞ 1310 Elisabeth I van Bohemen (1292-1330)     | Jan de Blinde (1296-1346) ∞ 1310 Elisabeth I van Bohemen (1292-1330)                  | Jan de Blinde (1296-1346) ∞ 1310 Elisabeth I van Bohemen (1292-1330)                  | Karel van Valois (1270-1325) ∞ Mathilde van Châtillon (1293-1358)           | Karel van Valois (1270-1325) ∞ Mathilde van Châtillon (1293-1358)           | Karel van Valois (1270-1325) ∞ Mathilde van Châtillon (1293-1358) | Karel van Valois (1270-1325) ∞ Mathilde van Châtillon (1293-1358) |
| Ouders                                              | Keizer Karel IV (1316-1378) ∞ Blanca van Valois (1316-1348)              | Keizer Karel IV (1316-1378) ∞ Blanca van Valois (1316-1348)              | Keizer Karel IV (1316-1378) ∞ Blanca van Valois (1316-1348)                           | Keizer Karel IV (1316-1378) ∞ Blanca van Valois (1316-1348)                           | Keizer Karel IV (1316-1378) ∞ Blanca van Valois (1316-1348)                 | Keizer Karel IV (1316-1378) ∞ Blanca van Valois (1316-1348)                 | Keizer Karel IV (1316-1378) ∞ Blanca van Valois (1316-1348)       | Keizer Karel IV (1316-1378) ∞ Blanca van Valois (1316-1348)       |